# Cabile
Cabile (in greco antico: Καβύλη?) era una città dell'antica Grecia ubicata in Tracia.

## Storia
Strabone la situa al nord di Bisanzio, all'interno, dicendo che era la città principale della tribù degli astos. La sua etimologia, secondo Polibio, era cabileno ed era situata in prossimità della regione degli astos.
Demostene la cita come una città conquistata da Filippo II di Macedonia assieme a Drongilo, Mastira e altre città della Tracia. Quando passò sotto il potere della Macedonia le venne dato il nome di Poneropolis, il cui significato è «città del male», visto che vi si mandavano in esilio le persone considerate indesiderabili.